# HD 103462
HD 103462，又名CD-25 8930，SAO 180288、HR 4558，是一颗恒星，视星等为5.3，位于銀經287.21，銀緯35.42，其B1900.0坐标为赤經11h 49m 37s，赤緯-25° 35.42′ 34″。